# Populous: The Beginning
Populous: The Beginning je tretja igra v seriji strateških iger Populous, razvita pri podjetju Bullfrog Productions leta 1998. Različica za osebni računalnik je izšla 30. novembra 1998, sledila pa ji je različica za PlayStation, ki je izšla 2. aprila 1999.
Način igranja se razlikuje od prejšnjih delov, saj igralec ne igra več vloge boga, ki posredno vpliva na dejanja podanikov, temveč lahko v vlogi šamanke svojim subjektom daje neposredne ukaze. V tej vlogi mora voditi svoje pleme v boju proti drugim plemenom skozi 25 misij, ki ga popeljejo čez osončje. Na različnih planetih dobi šamanka s prevlado nad sovražnimi plemeni dostop do novih virov magije, dokler na koncu sama ne postane boginja.
Populous: The Beginning je bila prva igra v seriji, ki je uporabljala pravi 3D grafični pogon. Ob izidu je predvsem na ta račun doživela pozitiven odziv ocenjevalcev, več kritik pa je bila deležna umetna inteligenca, saj so (podobno kot v predhodnikih) dejanja podanikov do določene mere avtomatizirana, kar povzroči težave v bitkah, ko je potreben natančen nadzor.

## Igranje
V igri igralec prevzame nadzor nad šamanko in plemenom, ki ji sledi. Način igranja se razlikuje od prejšnjih delov, saj igralec ne igra več vloge boga, ki posredno vpliva na dejanja podanikov, temveč lahko v vlogi šamanke svojim podanikom daje neposredne ukaze, med ostalim gradnjo zgradb in napadanje sovražnika. V kampanji mora igralec voditi svoje pleme v boju proti drugim sovražnim plemenom skozi 25 misij, ki ga popeljejo čez osončje. Na različnih planetih dobi šamanka s prevlado nad plemeni dostop do novih virov magije, dokler na koncu sama ne postane boginja. Sovražna plemena imajo prav tako šamanke, v poznejših misijah pa vsa tri plemena naseljujejo planet.
Povečini je cilj popolno uničenje vseh prisotnih plemen na planetu s pomočjo številčne vojaške premoči, včasih pa se to lahko doseže preko drugih načinov. Nemalokrat mora igralec uporabiti magijo, ki je dostopna samo preko posebnih obeliskov, kamnitih glav in drugih spomenikov ali posvečenih kipov. V igri ni potrebno zbirati posebnih surovin: novi podaniki se počasi samodejno pojavljajo v hišah, za urjenje posebnih bojevnikov je potrebna samo t. i. mana, za gradnjo novih in popravljanje poškodovanih zgradb pa je potreben le les iz dreves v okolici.
Igralec opazuje dogajanje iz perspektive tretje osebe v 3D, pri čemer se lahko pogled prilagaja po višini in se ga lahko obrača za 360º, kar igralcu omogoči hitro navigacijo po planetu. Igra poteka v realnem času, kar med ostalim pomeni, da se lahko spremlja gradnjo zgradb in premike podanikov različnih plemen. Na planetih, kjer ni t. i. megle vojne, se lahko neposredno opazuje dejanja sovražnega plemena. Strateško pomembno vlogo ima tudi voda v oceanih, saj je vsakršni stik podanikov ali šamanke z vodo usoden, prav tako se lahko s pomočjo magije potopi zgradbe.
Igralec nadzoruje različne vrste podanikov, med katerimi ima vsaka svoje prednosti in slabosti v boju. Najosnovnejša vrsta so delavci (angl. Braves), ki gradijo in popravljajo zgradbe. Delavce se lahko izuri v posebne bojevnike, kot so bojevniki za boj na bližino (angl. Warriors), ognjeni bojevniki za boj na daljavo (angl. Fire warriors), svečeniki (angl. Preachers), ki lahko spreobrnejo sovražne podanike v lastno pleme in preprečujejo drugim sovražnim svečenikom enako dejanje, ter vohuni (angl. Spies), ki lahko sabotirajo zgradbe. Šamanke so fizično šibkejše od bojevnikov, vendar lahko uporabijo močno magijo, poleg tega pa se po smrti lahko reinkarnirajo na posebnem mestu. Nekatere vrste magij imajo omejeno število uporab, druge pa se lahko napolni z mano za ponovno uporabo. Pri večini vrst magij gre za manipulacijo sil narave; primeri tega so tornado, potres, ognjenik, strupeno močvirje, roj os in strela, obstajajo pa tudi druge vrste magij, kot so magični ščit, nevidnost, hipnoza in angel smrti. Skupno število vseh urokov je 26, šamanka jih postopoma pridobiva skozi misije. V poznejših misijah dobi igralec tudi dostop do dveh prevoznih sredstev, in sicer do čolnov ter balonov, ki predstavljajo pomemben taktični element.
Poleg enoigralskega načina vsebuje igra tudi možnost večigralstva, ki podpira modem, LAN, IPX in TCP/IP povezave. Večigralstvo omogoča igranje s štirimi igralci z možnostjo sklepanja zavezništev.

## Povzetek vsebine

### Prizorišče
Navkljub podobi kulture ameriških staroselcev se igra ne odvija na Zemlji, pač pa v planetnem sestavu, sestavljenem iz 25 neimenovanih planetov. Prav tako ni točnih podatkov o tem, ali se zgodba odvija v preteklosti ali prihodnosti, saj je prizorišče navidez nepovezano z realnostjo. Večino planetov prekrivajo kopno z rastlinjem in oceani, podnebje pa je zmerno toplo ali tropsko, medtem ko so drugi planeti ognjeniški, zasneženi, puščavski ali pa jih skorajda v celoti prekrivajo oceani. Planete naseljujejo štiri plemena, ki se med seboj v glavnem razlikujejo po barvah, in sicer Matak z zeleno, Chumara z rumeno ter Dakini z rdečo barvo. Četrto neimenovano pleme, predstavljeno z modro barvo, nadzoruje igralec. Vsa plemena so med seboj sovražna, čeprav razlog za to nikoli ni podan. Pleme vodi šamanka, ki pa je hkrati edina ženska v plemenu, razen v filmskih izsekih, kjer so prikazane tudi ostale ženske v plemenu; vsi bojevniki v igri so torej moškega spola. Poleg organiziranih plemen so na planetih prisotni tudi »divji ljudje,« ki so nevtralni, kar pomeni, da nikoli ne napadejo kateregakoli pripadnika plemena, prav tako pa ne more priti do obratne situacije. Kljub temu jih lahko šamanke s pomočjo magije spreobrnejo v pripadnike plemena.

### Zgodba
Igra se odvija pred prvima dvema igrama v seriji. Igralec nadzoruje modro pleme, ki se bojuje proti ostalim trem plemenom, ki nadzorujejo večino planetnega sestava. Cilj šamanke je povzdignjenje v boginjo, kar lahko doseže samo preko zmage nad vsemi sovražnimi plemeni. Igralec začne na planetu, najbolj oddaljenem od Sonca, ter postopoma napada planete po vrsti. Skozi misije šamanka postopoma pridobi znanje o novih vrstah magije, s čimer lahko premaga nasprotnika. Navadno je potrebno premagati vsa plemena na planetu, včasih pa je potrebno izvesti tudi posebne naloge (npr. podaniki morajo rešiti šamanko iz magičnega zapora). Če igralec izgubi šamanko v boju in na planetu ni več nobenega podanika za njeno reinkarnacijo, je igra izgubljena. Prav tako izgubi v primeru, če na planetu ni posebnega mesta za reinkarnacijo ali pa če igralec ne opravi določene misije v odrejenem času. Po zmagi na 24. planetu šamanka končno postane boginja in nato v zadnji misiji pomaga svojim podanikom dokončno uničiti vsa sovražna plemena.

## Razvoj
Populous: The Beginning je bila prva igra v seriji, ki je uporabljala pravi 3D grafični pogon. Igra je izšla več kot štiri leta po izidu Populous II, po besedah razvijalcev pa naj bi bile razlog za dolgo zamudo visoke strojne zahteve, ki bi omogočile razvoj »nečesa popolnoma novega in drugačnega.« 3D grafična podpora med ostalim omogoča 16-bitni ali 32-bitni prikaz barv.
S pojavom serije Populous se je razvila nova zvrst iger z vlogo boga, kjer igralec prevzame vlogo vsemogočnega bitja, ki vodi svoje ljudstvo na nova ozemlja ali v boje. Alan Wright, projektni vodja igre, je poudaril odmik idejne zasnove igre od prejšnjih delov v seriji kot tudi drugačnost od podobnih serij iger, kot je Command & Conquer. Elementi pametnih podanikov ter preoblikovanja kopnega naj bi torej popolnoma spremenili igranje v primerjavi s prejšnjimi deli, poleg tega pa naj bi se zaradi tovrstnih sprememb razlikovala od drugih realnočasovnih strategij v takratnem času. V zvezi s tem naj bi razvijalci zato opustili nekatere stvari, kot je npr. zvrst magije v obliki kuge, ki se prenaša med podaniki, saj naj bi v praksi povzročala igralcem preveč frustracij.
Izvorni naslov igre je bil Populous: The Third Coming, vendar je bil spremenjen po javni predstavitvi preskusne različice pozno leta 1998. Igra je hkrati tudi prva v seriji, pri razvijanju katere ni sodeloval izvorni snovalec serije Populous Peter Molyneux, ki je zapustil Bullfrog Productions, da bi ustanovil podjetje Lionhead Studios. Glasbo je komponiral Mark Knight, ki se je ekipi razvijalcev pridružil leta 1997.

### Razširitev
Z namenom dopolnitve večigralskega načina so razvijalci leta 1999 izdali razširitev z naslovom Populous: The Beginning – Undiscovered Worlds, ki je bila na voljo samo v Združenem kraljestvu in ZDA. Razširitev vključuje 12 novih svetov za večigralski način ter 12 novih misij za enoigralsko kampanjo, ki nadaljuje zgodbo iz prejšnje igre. Igralec prevzame vlogo nove šamanke, ki mora vzpostaviti mir v osončju.

## Odziv
| Agregator    | Ocena          |
| ------------ | -------------- |
| GameRankings | 80 % (17 ocen) |

| Publikacija | Ocena                  |
| ----------- | ---------------------- |
| GamePro     | 4,5/5 (izbor urednika) |
| GameSpot    | 7,5/10                 |
| IGN         | 8,6/10                 |

Igra je v splošnem doživela pozitiven odziv ocenjevalcev, bila pa je deležna tudi več kritik. Ocenjevalci so pohvalili predvsem 3D grafični pogon. V oceni v reviji Edge je bilo poudarjeno, da so razvijalci pri Bullfrog Productions pri prejšnjih delih vedno dajali večji poudarek igranju kot grafičnim podrobnostim, vendar se je z izidom omenjene igre to spremenilo. Ocenjevalec pri spletni strani GameSpot je pohvalil drzno preobrazbo v seriji namesto varnih in majhnih sprememb, kot npr. pri Populous II. V reviji Computer and Video Games so igralnost ocenili kot boljšo v primerjavi s prejšnjimi deli.
Kritike so se osredotočale predvsem na umetno inteligenco (UI), in sicer na težaven nadzor podanikov ter enostavnost igranja, poleg tega pa na nedoločenost zvrsti igre. UI omogoča podanikom samodejno gradnjo zgradb, vendar to vodi do težav pri nadzoru med bitkami. Pri IGN-u so pripomnili, da samodejno izvajanje opravil oz. nalog zmanjša vrednost igranja, kljub možnosti večigralstva. S preveliko enostavnostjo igranja so se strinjali tudi nekateri drugi ocenjevalci, saj ni nobenih možnosti nadgraditve ter zbiranja potrebnih surovin, pri reviji PC Gamer pa so zapisali celo, da misije sčasoma postanejo dolgočasne in ponavljajoče.
Igra v splošnem niha med realnočasovno strategijo in igro z vlogo boga, pri čemer se ni posebej izkazala v nobeni zvrsti. Pri PC Gamerju so v skladu s tem sklenili, da igra ni doživela velikega uspeha v primerjavi s prejšnjimi deli. V nasprotju s tem je Peter Olafson iz GamePro zapisal, da »Populous: The Beginning ni slaba igra, pač pa je dobra, vendar drugačna, saj nima idejne podlage, ki je definirala serijo Populous«.

## Sistemske zahteve
- Pentium 133 MHz
- 16 MB RAM
- Windows 95
- DirectX
- CD-ROM pogon
- 100 MB trdega diska